# Le spade del regno purpureo
Le spade del regno purpureo (Swords of the Purple Kingdom) è un racconto scritto da R. E. Howard appartenente al ciclo di Kull di Valusia e pubblicato dopo la morte dell'autore.

## Storia editoriale
La prima pubblicazione avvenne nella sua versione editata all'interno del libro King Kull della Lancer Books nel 1967 mentre la versione originale priva di interventi terzi venne pubblicata dalla Del Rey Books nel 2006 all'interno di Kull: Exile of Atlantis.
Il racconto venne pubblicato in Italia per la prima volta nel 1975 all'interno del volume Kull di Valusia edito da Editrice Nord, corrispondente all'edizione Lancer; La traduzione del testo originale venne pubblicata dalla Mondadori nella raccolta integrale Kull. Esule di Atlantide nel 2008, corrispondente all'edizione Del Rey.

## Fumetti
Il racconto è stato adattato dalla Marvel Comics una sola volta nel 1973. In questa versione il finale riprende quello di un altro racconto di Kull, L'altare e lo scorpione.
| Data        | Edizione inglese                     | Titolo            | Titolo italiano   | Sceneggiatura | Disegni       | Colori | Copertina                    | Prima edizione italiana              | Data italiana |
| ----------- | ------------------------------------ | ----------------- | ----------------- | ------------- | ------------- | ------ | ---------------------------- | ------------------------------------ | ------------- |
| Aprile 1973 | Kull the Conqueror 9 (Marvel Comics) | The Scorpion God! | Il dio scorpione! | Gerry Conway  | Marie Severin | n/a    | Marie Severin e John Severin | Conan & Ka-Zar 20 (Editoriale Corno) | Dicembre 1975 |

## Edizioni
- Swords of the Purple Kingdom, in King Kull, Lancer Books, settembre 1967.
- Swords of the Purple Kingdom, in Kull: Exile of Atlantis, Del Rey Books, ottobre 2006.
- Le spade del regno purpureo, traduzione di G. L. Staffilano, in Fantacollana 9, Editrice Nord, settembre 1975.
- Le spade del regno purpureo, traduzione di Giuseppe Lippi, in Urania 1, Mondadori Editore, aprile 2008.